# Astragalus clusianus
Astragalus clusianus là một loài thực vật có hoa trong họ Đậu. Loài này được (Boiss.) Soldano miêu tả khoa học đầu tiên năm 1994.